# Episodi speciali di South Park
Gli episodi speciali della sitcom animata South Park vengono distribuiti sulla piattaforma streaming Paramount+ a partire dal 25 novembre 2021. Essi sono stati annunciati il 25 agosto 2021 come parte di un accordo dei creatori Trey Parker e Matt Stone con MTV Entertainment Studios per l'estensione della serie fino alla sua 30ª stagione nel 2027; l'accordo prevede la produzione di 14 episodi speciali al ritmo di due all'anno. Di durata doppia rispetto agli episodi regolari della serie, essi furono inizialmente pubblicizzati come film dalla ViacomCBS, definizione smentita dagli autori, e vengono definiti "events" dal sito ufficiale.
Tutti gli episodi sono stati scritti e diretti da Trey Parker.
| nº | Titolo originale                             | Titolo italiano                              | Distribuzione USA | Distribuzione Italia |
| -- | -------------------------------------------- | -------------------------------------------- | ----------------- | -------------------- |
| 1  | South Park: Post COVID                       | South Park: Post COVID                       | 25 novembre 2021  | 15 settembre 2022    |
| 2  | South Park: Post COVID - The Return of COVID | South Park: Post COVID - The Return of COVID | 16 dicembre 2021  | 15 settembre 2022    |
| 3  | South Park The Streaming Wars                | South Park The Streaming Wars                | 1º giugno 2022    | 15 settembre 2022    |
| 4  | South Park The Streaming Wars Part 2         | South Park The Streaming Wars parte 2        | 13 luglio 2022    | 15 settembre 2022    |
| 5  | South Park: Joining the Panderverse          | South Park: Joining the Panderverse          | 27 ottobre 2023   | 3 novembre 2023      |
| 6  | South Park (Not Suitable for Children)       | South Park (non adatto ai bambini)           | 20 dicembre 2023  | 22 dicembre 2023     |
| 7  | South Park: The End of Obesity               | South Park: La fine dell'obesità             | 24 maggio 2024    | 25 maggio 2024       |

## South Park: Post COVID

### Trama
Quarant'anni avanti nel futuro, la pandemia di COVID-19 sta per finire. I ragazzi sono cresciuti e hanno preso strade separate. Un evento però li riunisce a South Park: la morte di Kenny, diventato un inventore, scienziato e filantropo miliardario. Kenny aveva studiato le origini della COVID-19 e la possibilità di una cura, rivelando che in caso di sua morte, i suoi amici più cari avrebbero saputo dove trovare i dati mancanti. Al suo funerale, uno scienziato conferma che la causa della morte di Kenny è una nuova variante della COVID-19, provocando un panico diffuso durante il quale le forze militari mettono in quarantena South Park. Mentre Cartman e la sua famiglia si rifugiano a casa di Kyle, Stan fa visita malvolentieri a suo padre Randy. In seguito alla pandemia, la moglie di Randy, Sharon, aveva chiesto il divorzio; tuttavia, Randy si era rifiutato di cedere la sua partecipazione nella Tegridy Farms e l'aveva bruciata, uccidendo sua figlia Shelley che era all'interno della stalla a sua insaputa. Sconvolta per la morte di Shelley, Sharon si era suicidata e Stan e Randy si erano allontanati. I due fuggono dalla casa di cura verso ciò che resta della Tegridy Farms, dove Randy ammette la sua responsabilità sulla pandemia. Randy rivela di aver contrabbandato semi di marijuana nel suo retto, così Stan si rende conto che Kenny aveva fatto lo stesso con i suoi dati.
In assenza di Stan, Kyle e Cartman, i loro amici provano a cercare da soli i dati di Kenny. Tentano di contattare Victor Chouce, l'unico socio di Kenny ancora in vita, ma scoprono che è istituzionalizzato; non riescono però a visitare il manicomio poiché Clyde rifiuta di farsi vaccinare. Il gruppo quindi trova il laboratorio segreto di Kenny nella scuola e scopre che stava tentando di perfezionare il viaggio nel tempo per impedire che si verificasse la pandemia. Stan, Kyle e Cartman visitano l'obitorio e recuperano la chiavetta USB di Kenny dal suo retto. Si riuniscono con i loro amici a scuola e trovano nella chiavetta un video dell'esperimento di viaggio nel tempo di Kenny, in cui una sua collega rivela che egli aveva incolpato Stan, Kyle e Cartman di aver lasciato che la pandemia li separasse, causando indirettamente il futuro distopico. Subito dopo, poiché Kenny non indossa una mascherina, un malfunzionamento uccide tutti gli scienziati. Kenny scompare brevemente, ritornando dopo aver contratto la COVID-19. Riflettendo sulla loro infanzia, Stan e Kyle promettono di finire il lavoro di Kenny. All'inizio anche Cartman si offre volontario, temendo per la sua famiglia. Tuttavia, fugge con loro, non volendo che il futuro venga cambiato. Nel frattempo, Randy trova un piccolo germoglio di marijuana e giura di proteggerlo. Al manicomio, viene rivelato che "Chouce" è una pronuncia errata di "Chaos", suggerendo che si tratti di Butters.

## South Park: Post COVID - The Return of COVID

### Trama
Se Stan, Kyle e Cartman riuscissero a collaborare, potrebbero tornare indietro nel tempo per assicurarsi che il COVID non sia mai esistito e salvare la vita di Kenny. Viaggiare indietro nel passato sembra essere la risposta più semplice finché non incontrano Victor Chaos che vuole vendere loro degli NFT.

## South Park The Streaming Wars

### Trama
La città di Denver sta vivendo una tremenda siccità che prosciuga i corsi d'acqua e colpisce molte attività tra cui il grande acquapark di Pi Pi.
Randy Marsh si trova nella sua piantagione di marijuana Tegridy. Mentre discute con Steve Black, proprietario della fattoria Credigree, arriva un funzionario dell'ente idrico di Denver che propone ad entrambi un contratto per fornire l'acqua alla città. Randy decide di non accettare mentre Steve accetta e chiede a Stan e a suo figlio Tolkien di costruire delle barchette per dimostrare che l'acqua che parte dalla fattoria Credigree finisce nella diga di Denver.
Nel frattempo, Eric Cartman è triste perché vive in un chiosco di hot dog abbandonato, e osserva con invidia i lavori della nuova villa del proprietario del campo da golf Talnua Cussler. Cartman suggerisce a sua madre, Liane, di farsi delle protesi mammarie per sedurre Cussler e poter vivere nella sua enorme villa, ma Liane rifiuta e informa Eric che non possono permettersi i 10.000 dollari necessari per l'intervento chirurgico.
Il funzionario dell'ente idrico chiede a Steve di mandare più barchette, quindi Steve paga Stan e Tolkien per aumentarne la produzione. Anche Randy, frustrato dal successo di Steve, firma il contratto di fornitura e chiede a Stan e Tolkien di costruire per lui le stesse barchette, e questi decidono di chiedere aiuto a Kyle, Kenny e Butters per aiutarli man mano che la domanda aumenta; inizialmente si rifiutano di reclutare Cartman, ma cedono quando Cartman racconta loro dell'intervento che sua madre avrebbe dovuto affrontare. Il ricchissimo Cussler offre a Stan e Tolkien 15.000 dollari per 10.000 barchette, coprendo così il costo dell'intervento della mamma di Cartman. Il piano riesce e Cartman offre l'intervento a sua madre ma quest'ultima rifiuta nuovamente.
Alle fattorie inizia ad arrivare sempre meno acqua, e Steve decide di andare a controllare la sorgente sulle montagne; qui scopre che la siccità era causata da Pi Pi con l'aiuto dell'Uomo Orso Maiale che aveva acquistato tutte le proprietà della montagna per attuare il suo piano: Il progetto Pi Pi Plus, ovvero fornire a Denver l'acqua del suo acquaparck contaminata di urina. Steve allora si reca all'acquapark per lamentarsi con Pi Pi e comunicargli che non fornirà più acqua, ma quando arriva viene sorpreso dall'Uomo Orso Maiale e lanciato in uno scivolo che conduce nel bunker dell'acquapark. Dopo Steve, Pi Pi ordina anche l'uccisione del funzionario dell'ente idrico perché ormai non gli serviva più.
Infine Cartman decide di sfruttare l'ingrandimento del seno per se stesso.

### Accoglienza
Spencer Legacy di Comingsoon.net ha valutato l'episodio con un 7 su 10 e ha affermato che «anche se i suoi temi sono un po' deboli e le osservazioni non particolarmente innovative, The Streaming Wars regala parecchie risate».

## South Park The Streaming Wars parte 2
- Titolo originale: South Park The Streaming Wars Part 2

### Trama
Nel mezzo delle guerre in streaming, la siccità a South Park è notevolmente peggiorata. In tribunale, Eric Cartman fa causa a sua madre Liane , costringendo Stan Marsh, Tolkien Black, Butters Stotch e Kyle Broflovski a testimoniare su come Cartman abbia utilizzato i soldi guadagnati per pagare il suo ingrandimento del so; il caso viene infine archiviato. Altrove, Randy si sveglia su una panchina, circondato da spettatori spaventati. La polizia tranquillizza Randy e lo trasporta all'ospedale, dove il detective Harris spiega che Randy è diventato " Karen di massimo livello" e aveva fatto causa a decine di persone. Nel frattempo,Tolkien cerca indizi sulla casa abbandonata del defunto Robert Cussler sul padre scomparso, Steve . Quando racconta a Cartman della morte di Cussler, Cartman ipotizza che Tolkien stia avendo dei rapporti con sua madre Liane, credendo che questo sia il motivo per cui lei si oppone a Cartman.
Durante una riunione del consiglio comunale di Denver , Pi Pi propone di far funzionare il suo parco acquatico , e successivamente l'intero Colorado , interamente con l'urina . Il suo servizio è approvato da celebrità che hanno promosso la criptovaluta e gli NFT . Nel frattempo, Randy, pieno di rimorso, abbandona la sua attività di coltivazione di marijuana e riprende la sua professione di geologo , alla ricerca di una soluzione alla siccità. Mentre Denver sta per commissionare il servizio a Pi Pi, Randy arriva e propone di costruire un impianto di desalinizzazione , che viene accettato dal consiglio di Denver. Infuriato, Pi Pi ordina al suo staff, incluso UomoOrsoMaiale, di sbarazzarsi di Randy. Cartman e Butters spiano Tolkien a casa sua; quando Tolkien li affronta, Cartman rivela le sue ricerche sulla siccità. Cartman, Butters e Tolkien raccontano a Harris delle loro ricerche; Harris, credendo che Steve sia dietro la siccità, rivela che UomoOrsoMaiale è probabilmente sfruttato perché teme per la sua compagna, DonnaOrsoMaiale; e la loro prole, Chuck Chuck. Quando Harris rivela una foto di Steve al parco acquatico, i ragazzi si rendono conto che deve essere lì. Steve riprende conoscenza in una fogna; notando la sua ferita rattoppata, si rende conto che PigBearGirl e Chuck Chuck si sono presi cura di lui.
La costruzione dell'impianto di desalinizzazione inizia quando Randy si rende conto che ci sarà un problema nel trasportare l'acqua salata in salita fino all'impianto. Mentre Cartman, Butters e Tolkien esaminano il parco acquatico, individuano un ingresso per i dipendenti vicino allo scivolo acquatico visto nella foto di Harris. All'interno, scoprono Chuck Chuck prima di essere intrappolati dalla sicurezza. Pi Pi racconta ai ragazzi i suoi piani per far investire tutti nel suo servizio di urina ed eliminare i ragazzi. Harris fa visita a Linda Black al Credigree Weed, rivelando la sua intenzione di uccidere Steve se lo trova, mentre Steve origlia la loro conversazione. Randy riceve una chiamata dai suoi colleghi che UomoOrsoMaiale, denominato " cambiamento climatico ", ha distrutto la pianta, presumibilmente alla ricerca di Randy. Steve trova Randy e gli racconta del piano di Pi Pi. La famiglia di Randy lo convince a tornare al suo personaggio Karen , usando un ceppo di marijuana che Sharon aveva salvato.
Mentre Pi Pi filma il suo ultimo spot pubblicitario, Randy, nei panni di Karen, si fa strada nel parco acquatico e rivela il piano di Pi Pi a tutti i presenti. La distrazione permette ai bambini di scappare con l'aiuto di Chuck Chuck (figlio dell'UomoOrsoMaiale) e della DonnaOrsoMaiale. Tolkien e l'Uomorsomaiale si riuniscono alle rispettive famiglie. Ora libero dal controllo di Pi Pi, UomoOrsoMaiale lo decapita e getta il suo corpo in uno scivolo. Randy convince Cartman e altre donne che hanno subito un ingrandimento del seno a drenare le loro protesi saline e ad alimentare l'impianto di desalinizzazione. L'impianto ripristina l'acqua nell'area di Denver mentre UomoOrsoMaiale e la sua famiglia tornano nei boschi.

## South Park (non adatto ai bambini)
- Titolo originale: South Park (Not Suitable for Children)

### Trama
I genitori e il personale scolastico della scuola elementare di South Park iniziano a preoccuparsi per la grande popolarità della Cred, una bevanda energetica sdoganata dagli influencer. Dato che il padre Roger e la matrigna Janice gli hanno proibito di berla a causa dell'alto contenuto di zuccheri, Clyde Donovan è costretto a fingere con gli amici di essere un accanito bevitore di Cred. Dopo essere stato invitato da Eric, Tweek e Butters a unirsi al loro gruppo di bevitori di Cred, Roger compra da Nathan una bottiglia vuota della bevanda e, riempitala di succo di mela, la beve insieme agli amici. Tuttavia, il suo sotterfugio viene scoperto e l'intero gruppo viene ostracizzato dai compagni. Per cercare di riabilitarsi agli occhi di tutti, i quattro si recano a Pueblo, in Colorado per il lancio di una nuova edizione limitata della bevanda, la Super Cred. La folla di bambini presenti degenera rapidamente in una rivolta, mentre i quattro amici si rendono conto di essere stati manipolati dagli influencer decidono di mettersi alla ricerca di Logan LeDouche, l'influencer preferito di Clyde.
Nel frattempo, Randy Marsh inizia a realizzare video OnlyFans, nonostante la disapprovazione della moglie Sharon, che per ripicca crea un proprio account di gran lunga più popolare di quello del marito. Per pareggiare i conti, Randy comincia ad includere la Cred nei suoi video, cercando di massimizzare il numero di visualizzazioni grazie alla popolarità della bevanda. Dopo aver scoperto che gli sponsor fanno offerte l'uno contro l'altro per far sì che i migliori influencer promuovano i loro prodotti, Randy prende parte a un'asta per assicurarsi maggior visibilità, ma viene arrestato dall'FBI e decide di collaborare con le forze dell'ordine. Intanto, Clyde e i suoi amici affrontano Logan che, dopo aver confessato di lavorare per un "potere superiore", viene freddato da un cecchino prima di poter rivelare il nome del suo sponsor. L'FBI riesce a sparare al tiratore scelto: l'assassino altri non è che il banditore dell'asta di Randy, assoldato come intermediario.
Tornati a casa, i quattro amici scoprono Randy nell'atto di si sbarazzarsi della scorta di Cred; quest'ultimo spiega loro che l'industria dei social media non è adatta ai bambini e li avverte di diffidare degli influencer. Clyde ritorno a casa e accusa Janice di agire nei suoi confronti come se anche lei fosse un'influencer, ma la matrigna ribadisce di aver fatto ricorso alla Cred solo per creare un rapporto con il figliastro e legare con lui. Clyde allora le chiede se può chiamarla "mamma" e, quando Janice accetta, le dice «vaffanculo, mamma!» prima di andarsene infuriato. Nonostante tutto, Janice è felice di essere stata chiamata mamma. Il giorno dopo a scuola, i bambini portano delle rare bottiglie di Cred che sono riusciti a sottrarre a Randy. Cartman ne offre una a Clyde che, dopo averla assaggiata, ne loda il sapore.

### Accoglienza
Scrivendo per Screen Rant, Cathal Gunning ha notato che i personaggi principali di South Park erano apparentemente cambiati dai quattro ragazzi principali (Kyle, Stan, Kenny ed Eric) a Randy Marsh, ma che questo episodio ha danneggiato il personaggio di Randy. Gunning ha affermato nella sua recensione, «Mentre concentrarsi sulla difficile situazione di Clyde in Non adatto ai bambini ha funzionato bene, questo ha lasciato la trama secondaria dello speciale come se appartenesse a un episodio completamente diverso. La storia del padre di Stan che crea un account OnlyFans non si è davvero amalgamata con la narrazione principale poiché Stan era appena presente nello speciale, quindi la trama secondaria di Randy era appena collegata alla storia principale. Sfortunatamente, questa non è la prima volta che South Park ha questo problema nei suoi speciali di durata maggiore».
Luca Barnabé di Rollingstone.it ha affermato che "Con questo special, South Park dimostra di essere ancora la migliore e la più caustica sitcom d'America (e del mondo)". Kay Smythe di Dailycaller.com reputa South Park (Not Suitable for Children) il miglior speciale tratto dalla serie.

## South Park: La fine dell'obesità
- Titolo originale: South Park: The End of Obesity